# Aoplus monotonus
Aoplus monotonus là một loài tò vò trong họ Ichneumonidae.